# Listă de enciclopedii românești
Aceasta este o listă de enciclopedii românești din diverse domenii.
Geografie
- ”Enciclopedia geografică a României”, Dan Ghinea, 2002.
- „Superlativele României. Mică enciclopedie”, Ioan Mărculeț (coord.), Editura Meronia, București, 2010
- "Statele Uniunii Europene. Mică enciclopedie", Ioan Mărculeț (coord.), ISBN 978-973-0-16211-0, București, 2014 http://www.isjbacau.ro/compartiment-curriculum/geografie/an-scolar-2013-2014/statele-uniunii-europene-mica-enciclopedie-format-pdf
- "Statele Americii de Sud. Mică enciclopedie", Ioan Mărculeț (coord.),ISBN 978-973-0-18226-2, București, 2015
- "Statele Americii de Nord și Centrale. Mică enciclopedie", Ioan Mărculeț (coord.),ISBN 978-973-0-20790-3, București, 2016

Istorie
- „Enciclopedia istoriei politice a României (1859-2002)”, coordonată de Stelian Negrea
- „România după 1989. Mică enciclopedie”, Ion Alexandrescu, Stan Stoica, Editura Meronia, București, 2005
- „Recensămintele României. Mică enciclopedie”, Ion Alexandrescu, Editura Meronia, București, 2007
- „Enciclopedia Exilului Românesc 1945-1989”, Florin Manolescu, editura Compania, 2003
- „Districtul Protopopesc Greco-Catolic Mediaș. Enciclopedie istorică și geografică”, Vasile Mărculeț, Cătălina Mărculeț, Ioan Mărculeț, Editura Sfântul Ierarh Nicolae, Brăila, 2011

Oameni
- „Superlativele României. Mică enciclopedie”, Ioan Mărculeț (coord.), Editura Meronia, București, 2010
- "Șefii de stat și de guvern ai româniei", Nicolae Nicolescu, Editura Mironia, București, 2003
- „Miniștrii de interne, 1862-2007. Mică enciclopedie.”, Constantin Gheorghe, Editura Ministerului Administrație și Internelor, 2007  Arhivat în 23 aprilie 2015, la Wayback Machine.
- „Oameni politici români: enciclopedie”, Stelian Neagoe, Editura Machiavelli, București, 2007
- Dicționarul contimporanilor, Dimitrie R. Rosetti, Editura Lito-Tipografiei "Populara", 1897
- "Statele Uniunii Europene. Mică enciclopedie", Ioan Mărculeț (coord.), ISBN 978-973-0-16211-0, București, 2014 http://www.isjbacau.ro/compartiment-curriculum/geografie/an-scolar-2013-2014/statele-uniunii-europene-mica-enciclopedie-format-pdf

Etnologie
- „Mică enciclopedie de tradiții românești”, Ion Ghinoiu, Editura Agora, București, 2008 -
- „Sărbători și obiceiuri românești”, Ion Ghinoiu, Editura Elion, București, 2002 -
- „Atlasul etnografic român”, Ion Ghinoiu, Editura Academiei și Editura Monitorul Oficial, București, 2003 -
- „Mică enciclopedie de cultură și civilizație românească”, Dan Petre, Editura Litera International, 2005 -  Arhivat în 29 iulie 2013, la Wayback Machine.
- „Enciclopedia civilizației române”, Dumitru Tudor, Editura Științifică și Enciclopedică, București, 1982

Muzică
- Enciclopedia muzicii românești de la origini până în zilele noastre, Viorel Cosma, Editura "Arc 2000", București, 2005

Pictură
- Enciclopedia Artiștilor Români Contemporani, Editura ARC 2000, București 2003

## Mici enciclopedii în limba română
- „Mică enciclopedie a poveștilor românești”, Datcu, Iordan, Ovidiu Bârlea, Editura Orizont, Timișoara, an XXVIII, nr. 2, 31 ian. 1977
- „Mică enciclopedie matematică”, Viorica Postelnicu, Silvia Coatu, Editura Tehnică, 1980
- „Mică enciclopedie de biologie și medicină”, Victor Sahleanu, Bogdan Stugren, Editura Științifică și Enciclopedică, 1976
- „Universul plantelor: mică enciclopedie”, Constantin Pârvu, Editura Enciclopedică, 1991
- „Plante endemice în flora României”, Gheorghe Dihoru, Constantin Pârvu, Editura Ceres, 1987
- „Mică enciclopedie de chimie”, Maria Brezeanu, Editura enciclopedică română, 1974
- „Mică Enciclopedie de Statistică”, Marus Iosifescu, Costache Moineagu, Vladimir Trebici, Emiliana Ursianu, Editura Științifică și Enciclopedică, 1984
- „Mică enciclopedie - Boli dermatovenerice”, Gheorghe Bucur,  Editura științifică și enciclopedică
- „Mică Enciclopedie de Boli Interne”, Gheorghe Mogos, Editura științifică și enciclopedică, 1986
- „Mică enciclopedie a pădurii”, Ioan Iancu și alții, București, 1996
- „Mică enciclopedie a dreptului”, Ion Deleanu, Sergiu Deleanu, Editura Dacia, Cluj-Napoca, 2000
- „Mică enciclopedie onomastică”, Christian Ionescu, Editura Enciclopedică Română, București, 1975
- „Mică enciclopedie de metalurgie”, Editura Științifică și Enciclopedică, 1980
- „Radiorecepția A-Z - mică enciclopedie pentru tineret”, Editura Albatros, 1982
- „Mică enciclopedie de horticultură”, Ilie Echim, Editura științifică și enciclopedică, București, 1983
- „Mică enciclopedie de arhitectură, arte decorative și aplicate moderne”, Paul Constantin, Editura Științifică și Enciclopedică, 1977, ISBN PPMICST1977AD
- „Mică enciclopedie a pietrelor”, Tudor Opriș, Editura Didactică și Pedagogică, 2007, ISBN: 978-973-30-1642
- Pietre Prețioase - mică enciclopedie, Rudolf Duda, Editura RAO, 2004
- „Moneda - Mică enciclopedie”, Costin C. Kiritescu, Editura Științifică și Enciclopedică, 1982
- „Enciclopedia Statelor Lumii”, ediția a XI-a, Silviu Negut, Horia C. Matei, Ion Nicolae, Editura Meronia, 2008
- „Statele Uniunii Europene. Mică enciclopedie”, Silviu Negut, Horia C. Matei, Ion Nicolae, Caterina Radu, Ioana Vintila Radulescu, Luciana Ghica, Valentin Burada, Adrian Chiroiu, Alina Vranceanu, Editura Meronia, 2007
- "Statele Uniunii Europene. Mică enciclopedie", Ioan Mărculeț (coord.), ISBN 978-973-0-16211-0, București, 2014 http://www.isjbacau.ro/compartiment-curriculum/geografie/an-scolar-2013-2014/statele-uniunii-europene-mica-enciclopedie-format-pdf
- „Limbile lumii-mică enciclopedie”, Marius Sala, Ioana Vintilă-Rădulescu, Editura Științifică și Enciclopedică, București, 1981
- „Mică enciclopedie de istorie universală”, Marcel D. Popa, Horia C. Matei, Editura politică, București, 1988
- „Enciclopedia Antichității”, Horia C. Matei
- „Enciclopedie ilustrată de istorie universală”, Editura Reader's Digest, 2006
- „Mică enciclopedie de istorie universală”, Horia C. Matei, Marcel D. Popa, Editura Științifică și Enciclopedică, 1983
- „Femei celebre: mică enciclopedie”, Alina Avram, Editura All, 2002
- „Mică enciclopedie de artă universală”, Vasile Florea, Gheorghe Syekely, Editura Litera International, 2005 - [nefuncțională]
- „Mică enciclopedie muzicală”, Iosif Sava, Luminița Vartolomei, Editura Aius, Craiova, 1997
- „Secolul cinematografului. Mică enciclopedie a cinematografiei universale”, Corciovescu, Cristina și Râpeanu, Bujor T. – coord, Editura Științifică și Enciclopedică, București, 1989, ISBN 973-29-0001-6
- „Parfumul, Mică Enciclopedie”, Octavian Coifan, Editura Curtea Veche, 2005 -
- „Volei de la A la Z, Mică enciclopedie”, Emanuel Fântâneanu, Editura Sport-Turism, 1981
- „Tenis - mică enciclopedie”, Radu Voia, Editura Sport-Turism, 1979
- „Rugby – Mică enciclopedie”, Dumitru Manoileanu, Editura Sport-Turism, 1982
- „Enciclopedia fotbalului românesc”, Romeo Ionescu, Ploiești, 2000, ISBN 973-8030-17-X
- „Fotbal de la A la Z”, Mihai Ionescu, Mircea Tudoran, Editura Sport-Turism, 1984
- „Enciclopedia Educației Fizice și Sportului din România”, editura Aramis, 2002 - [nefuncțională]
- „Mică enciclopedie a jocurilor”, Milos Zapletal, Editura Sport Turism, 1980

Dicționare
- Pr Prof. Univ. Dr. Mircea Păcurariu, Dicționarul teologilor români